# Phil Collins

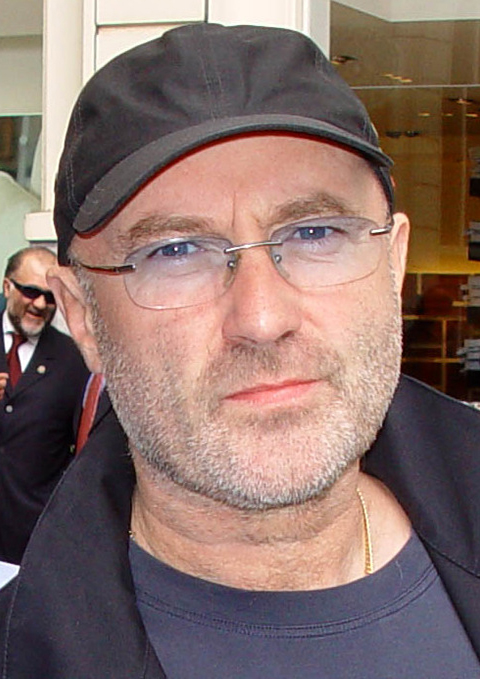
Phil Collins (2007)

Philip David Charles „Phil“ Collins, LVO, (* 30. Januar 1951 in Chiswick, Vereinigtes Königreich) ist ein britischer Schlagzeuger, Sänger, Songwriter, Produzent, Schauspieler und Buchautor. 
Er wurde sowohl als Mitglied der Rockband Genesis als auch als Solokünstler bekannt, gehört mit über 150 Millionen verkauften Tonträgern (plus 150 Millionen mit Genesis) zu den weltweit erfolgreichsten Musikern der Branche und belegt Platz 27 der Billboard Hot 100 All-Time Top Artists. 2016 veröffentlichte der Rolling Stone eine Liste der „100 größten Schlagzeuger aller Zeiten“, auf der er den 43. Platz belegt. Seit 2009 erschwert der sich kontinuierlich verschlechternde Gesundheitszustand seine musikalischen Aktivitäten. 

## Leben
Als Kind sammelte Collins erste Schauspielerfahrung und galt als humorvoller Entertainer. Er verzeichnete zwischen 1984 und 1989 sieben Nummer-eins-Erfolge in den US-Single-Charts; hinzu kommt ein Nummer-eins-Hit mit Genesis (Invisible Touch). Collins ist unter anderem Oscar-, siebenfacher Grammy- und zweifacher Golden-Globe-Preisträger, wurde als Mitglied der Gruppe Genesis im Jahr 2010 in die Rock and Roll Hall of Fame aufgenommen und ist seit 2003 Mitglied der Songwriters Hall of Fame. Seit 1970 gehörte er als Schlagzeuger zu Genesis, seit 1976 auch als Sänger. Seine internationale Popularität hatte maßgeblichen Anteil am kommerziellen Erfolg von Genesis, die sich mit ihm als Frontmann von einer progressiven Rock-Gruppe zu einer hitparadentauglichen Poprock-Band wandelte.
Neben seiner Solokarriere und der Mitgliedschaft bei Genesis suchte Collins bereits in den frühen 1980er Jahren immer wieder die stilübergreifende Abwechslung und Herausforderung, mit anderen Musikern mehr oder weniger intensiv in Fremdprojekten zu arbeiten. Dies führte über die Jahre zu einem außergewöhnlichen Arbeitspensum und einer ganzen Reihe von Produktionen, unter anderem mit Eric Clapton, Frida, Robert Plant, Tina Turner, Phenix Horns, Philip Bailey, Brand X und vielen anderen namhaften Künstlern. Er begann, sehr erfolgreich Filmmusiken zu komponieren und gründete in den 1990er Jahren seine eigene Bigband.
Collins’ Privatleben ist von intensiven persönlichen Problemen begleitet, insbesondere was seine Beziehungen angeht, aus denen er fünf Kinder hat. Er war dreimal verheiratet, jedoch hielt keine seiner Ehen dauerhaft. Zudem brachte er immer wieder zum Ausdruck, sein Familienleben und seine Kinder durch seine Karriere über Gebühr zu belasten und zu vernachlässigen. Die persönlichen Erfahrungen und Niederschläge dieser Episoden machte er häufig zum Gegenstand seiner Musik und versuchte so, das Erlebte zu verarbeiten.
Nachdem er 2007 noch bei zahlreichen Konzerten mit Genesis aufgetreten war, wurde 2009 bekannt, dass Collins unter erheblichen Gesundheitsproblemen litt; seither gibt es immer wieder Spekulationen über ein Ende seiner musikalischen Laufbahn, denen Collins mehr oder weniger ambivalent entgegentritt. So erklärte er in einem Interview aus dem Jahr 2010, dass er als vertragsfreier Künstler tun und lassen könne, was er wolle. Er gedenke, zugunsten seines Privat- und Familienlebens seine musikalischen Aktivitäten und sein enormes Arbeitspensum der vergangenen Jahrzehnte deutlich einzuschränken, jedoch nicht gänzlich aufzugeben. Sein bislang letztes Studioalbum Going Back entstand Anfang 2009 und erschien 2010. Bereits im Dezember 2009 hatte sich Collins unter anderem zu seinem seit einer missglückten Rückenoperation stark angegriffenen Gesundheitszustand geäußert, was als Ankündigung seines musikalischen Karriereendes verstanden, aber wenig später wieder relativiert wurde.
Collins’ musikalischen Fähigkeiten und seinem enormen kommerziellen Erfolg steht bis heute eine bisweilen kontroverse, mitunter diskreditierende Berichterstattung und Kritik gegenüber, die vereinzelt auch als Grund für seinen zwischenzeitlichen Rückzug aus dem Musikgeschäft verantwortlich gemacht wird. Während seine herausragende Virtuosität als Schlagzeuger nie bezweifelt wurde und insbesondere seine Veröffentlichungen aus den 1970er und frühen 1980er Jahren von den meisten Kritikern durchaus geschätzt wurden, wurde ihm vor allem auf dem Höhepunkt seiner Solokarriere um 1990 oftmals vorgeworfen, seichte Musik für ein Massenpublikum zu produzieren. Collins selbst dementierte jedoch irgendeinen Zusammenhang zwischen seinem Rückzug und der Kritik und äußerte ironisch, dass die Person, über die in dieser Form von einigen Journalisten berichtet wurde, gar nicht er sein könne, da sie rein gar nichts mit ihm gemeinsam habe.
Nach einem weiteren persönlichen Tief, überwundener Alkoholabhängigkeit und der zeitweiligen Aussöhnung mit seiner dritten Ex-Frau, Orianne, kündigte Collins 2015 an, wieder an neuen Titeln zu arbeiten und seine musikalische Tätigkeit wieder aufnehmen zu wollen. Nach einem vollständigen Remastering veröffentlichte er seine sämtlichen Studioalben als Komplettbox neu und schrieb seine Autobiographie, die im Oktober 2016 erschien. Neue Songs wurden nicht veröffentlicht. Bereits im Frühjahr desselben Jahres spielte er für eine Benefiz-Show sitzend sein erstes Solo-Konzert nach 7-jähriger Bühnenpause – zusammen mit seinem zu diesem Zeitpunkt 15-jährigen Sohn Nic Collins am Schlagzeug seiner Begleitband.
Im Sommer 2017 gab Phil Collins trotz erkennbar angeschlagener Gesundheit sein Comeback mit Konzerten in London und Köln und nahm so mit einiger Ironie direkt Bezug auf den Titel seiner ein Jahr zuvor erschienenen Autobiografie Not dead yet. Auch 2018 und 2019 war Collins, wenn auch gesundheitlich sichtbar eingeschränkt, mit einer 14-köpfigen Band weltweit wieder auf Tournee. Im März 2020 kündigte er an, ab November desselben Jahres erstmals seit 2007 wieder gemeinsam mit Tony Banks und Mike Rutherford sowie Nicholas Collins mehrere Genesis-Konzerte in Großbritannien und den USA geben zu wollen. Die Tournee musste wegen der weltweiten COVID-19-Pandemie verschoben werden und begann im September 2021. Collins bestätigte in Interviews, seit 2009 nicht mehr Schlagzeug spielen zu können, betrat die Bühne mit Gehhilfe und musste die Konzerte sitzend bestreiten, die Drums übernahm wieder sein Sohn. Mit Beendigung der Tour im März 2022 gab Collins auch das Ende der Live-Aktivitäten von Genesis bekannt.
Collins besitzt mehrere Ehrendoktorwürden und ist Ehrenbürger des US-amerikanischen Bundesstaates Texas. Er hat einen Wohnsitz in Miami Beach, lebt seit dem Ende seiner musikalischen Tätigkeiten aber meist zurückgezogen am Genfer See in der Schweiz.

## Musikalisches Wirken

### Kindheit und Jugend
Phil Collins wuchs als jüngstes von drei Kindern von Greville Collins (1907–1972) und June Strange (1913–2011) mit Bruder Clive und Schwester Carole im Londoner Vorort Hounslow auf. Im Alter von fünf Jahren bekam er zu Weihnachten ein Spielzeug-Schlagzeug geschenkt. Dann baute ihm sein Onkel ein provisorisches Schlagzeug, auf dem Collins regelmäßig spielte und so seine Fertigkeiten verbesserte. Als er 12 Jahre alt war, beteiligte sich seine Mutter mit 50 % des Kaufpreises an der Anschaffung eines richtigen Schlagzeugs, wobei sich Collins die anderen 50 % durch den Verkauf der Modelleisenbahn seines Bruders beschaffte. Er übte, indem er zur Musik im Fernsehen und im Radio spielte, lernte jedoch nie das Lesen oder Schreiben konventioneller Notation; stattdessen verwendete er später ein selbst entwickeltes Notensystem. Er ist Linkshänder.
Collins betätigte sich gerne als Schauspieler und nutzte jede Möglichkeit aufzutreten. Im Alter von 14 Jahren besuchte er die Barbara-Speake-Schauspielschule und erhielt dann in der Westend-Produktion Oliver! als Artful Dodger seine erste Hauptrolle. Im Beatles-Film A Hard Day’s Night trat Collins als Komparse auf. Er sprach auch für die Rolle des Romeo im Film Romeo und Julia vor.
Trotz dieser Anfänge einer Schauspielkarriere konzentrierte sich Collins weiterhin auf die Musik. Während seiner Zeit in der Chiswick Community School gründete er die Schulband The Real Thing und schloss sich später The Freehold an, mit denen er seinen allerersten Song Lying Crying Dying schrieb. Seinen ersten Plattenvertrag erhielt Collins als Schlagzeuger von Flaming Youth. Dem 1969 veröffentlichten und durch die Mondlandung inspirierten Konzeptalbum Ark 2 blieb trotz wohlwollender Plattenkritiken der kommerzielle Erfolg versagt. Zwar kürte der Melody Maker das Werk zum Pop-Album des Monats und beschrieb es als „wunderbar gespielte Musik für Erwachsene mit schönen, dichten Harmonien“, doch wurde die Singleauskopplung From Now On im Radio nicht gespielt und Plattenverkäufe blieben gering. Ein ganzes Jahr lang begab sich die Gruppe auf Tournee, löste sich dann wegen Bandstreitigkeiten und anhaltender Erfolglosigkeit auf.

### Karriere mit Genesis

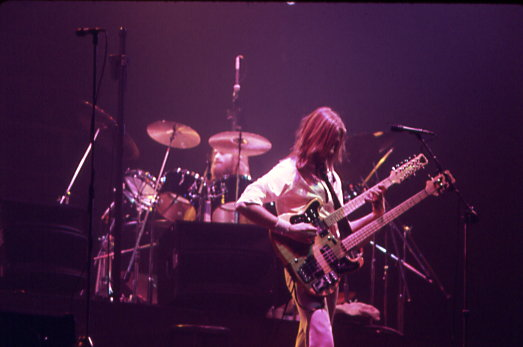
Collins zu Beginn als Drummer bei Genesis…

1970 beantwortete Collins eine Annonce im Melody Maker, in der „…ein für akustische Musik empfindsamer Schlagzeuger“ gesucht wurde. Die Anzeige stammte von Genesis, die nach zwei Alben nun schon zum vierten Mal einen Schlagzeuger suchten. Das Vorspielen, bei dem Songs vom zweiten Genesis-Album Trespass (1970) gespielt werden sollten, fand in Peter Gabriels Elternhaus statt. Collins traf früher ein und nutzte die Wartezeit, indem er den anderen Kandidaten zuhörte und sich die Stücke gut einprägte.
Die Band entschied sich für Collins, mit dem sie ein Jahr später das Album Nursery Cryme (1971) veröffentlichte. Im Vergleich zu dem eher koloristischen Stil (Ausschnitt aus Looking for Someoneⓘ) seines Vorgängers John Mayhew gewann die Gruppe durch Collins’ druckvolle und rhythmische Spielweise viel an musikalischer Prägnanz und Eindeutigkeit. Tony Banks, Keyboarder von Genesis, hielt ihn gar für den bei weitem besten Musiker in der Band. Obwohl Collins in den folgenden fünf Jahren in erster Linie als Schlagzeuger fungierte und nur gelegentlich Hintergrundgesang beisteuerte, sang er bei zwei Songs die Hauptstimme: For Absent Friends von Nursery Cryme (1971) und More Fool Me von Selling England by the Pound (1973).
Brian Eno war 1974 bei den Arbeiten zu The Lamb Lies Down on Broadway, das Collins 2001 als sein Lieblingsalbum von Genesis bezeichnete, für diverse Soundeffekte verantwortlich. Als er einen Schlagzeuger für sein Album Another Green World benötigte, zeigten sich Genesis für sein Wirken erkenntlich und ließen Collins diese Aufgabe übernehmen.

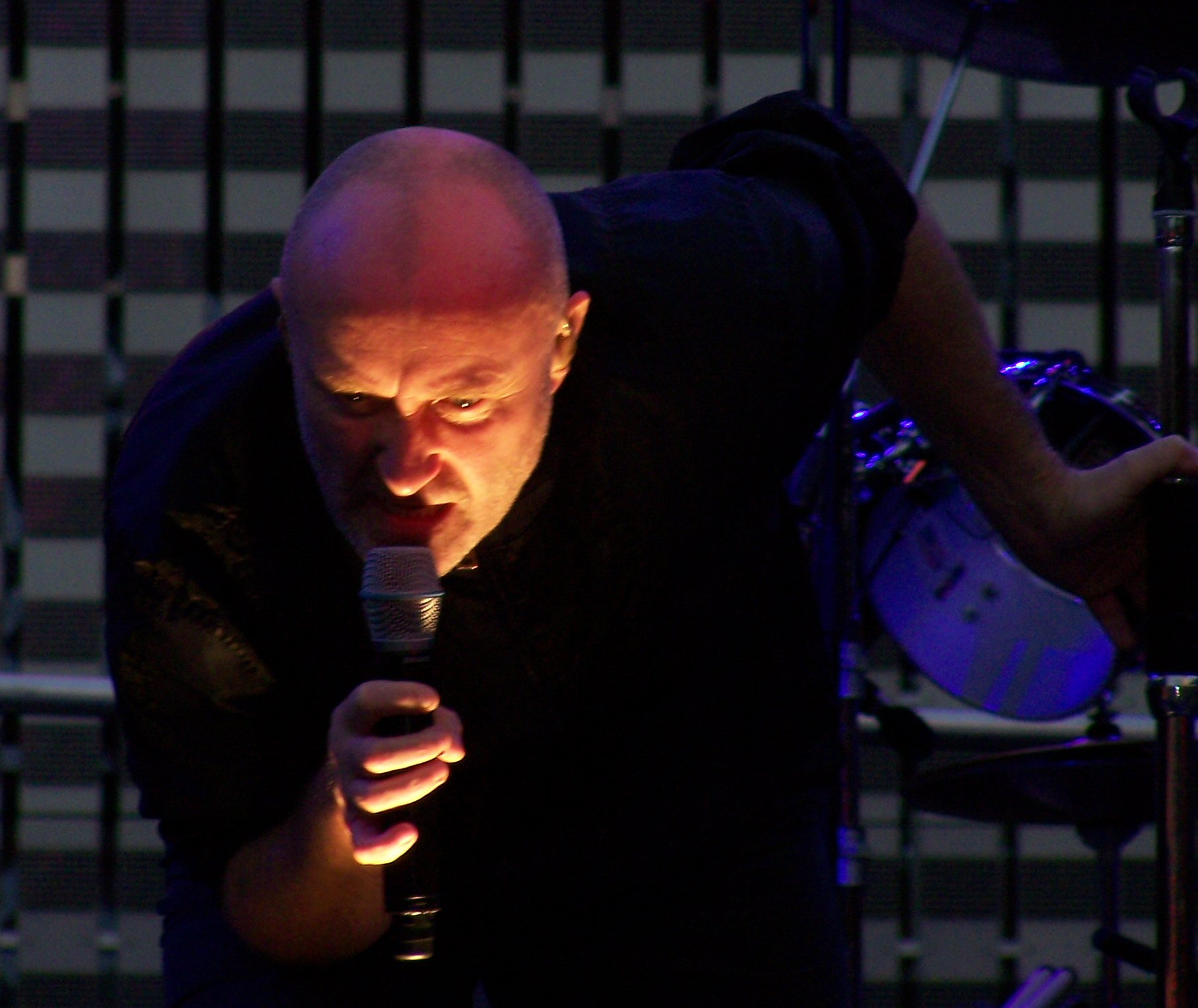
… später dann als Sänger und Frontmann

Nach der folgenden Welt-Tournee verließ Peter Gabriel die Gruppe, um sich seiner eigenen Solokarriere zu widmen. Die Suche nach einem passenden Nachfolger blieb längere Zeit erfolglos, bis man gewahr wurde, dass sich dieser mit Phil Collins bereits in den eigenen Reihen befand. Er übernahm die Position des Lead-Sängers, obwohl er sich nach eigener Aussage bei dieser Ernennung bloßgestellt fühlte und den Job zunächst gar nicht machen wollte. Auch nach dem Ausstieg von Peter Gabriel bei der Band Genesis kam es fallweise zur Zusammenarbeit von beiden Musikern, wie etwa bei Gabriels drittem Solo-Album Peter Gabriel (Melt) von 1980 auf dem Collins am Schlagzeug (Intruder, No Self Control), an der Snare (Family Snapshot) und an der Surdo (Biko) zu hören war, wie auch umgekehrt Peter Gabriel später zum Backgroundgesang für Collins’ Take Me Home beitrug.
Die Band engagierte als Schlagzeuger für Live-Auftritte zunächst den ehemaligen Yes- und King-Crimson-Musiker Bill Bruford, danach ersetzten sie ihn durch Chester Thompson, der bei Weather Report und Frank Zappa gespielt hatte. Bei längeren Instrumental-Stücken spielte Collins auf einem zweiten Drum-Set, was Genesis für ihre legendären Schlagzeug-Duette bekannt machte. Das erste Album mit Collins als Lead-Sänger A Trick of the Tail (1976) erreichte die Top 40 der US-Charts und kam in den UK-Charts sogar auf Platz 3. Dazu der Rolling Stone:

„Genesis haben es geschafft, aus der vermeintlichen Katastrophe des Ausstiegs von Gabriel ihren ersten großen Erfolg in Amerika zu machen.“

Gegen Ende der 1970er Jahre begannen Genesis, ihren Stil weg vom Progressive Rock und hin in Richtung kommerzielleren Poprock zu verändern. Auch wenn ihr Album And Then There Were Three (1978) noch Progrock-Elemente enthielt, gelang mit dem Popsong Follow You, Follow Me der Eintritt in die Top 10 der UK-Charts und die Top 40 der US-Charts. Laut dem Billboard-Magazin hat Genesis in der Zeit mit Collins als Sänger den europäischen Pomp der progressiven Rock-Jahre abgelegt.
In den 80er Jahren veröffentlichte die Gruppe mit Duke (1980), Abacab (1981), Genesis (1983) und Invisible Touch (1986) eine ganze Reihe zunehmend erfolgreicher Alben. Auf diesen drängen sich primär rhythmische Funktion erfüllende Synthesizer-Patterns wie in Abacabⓘ und an Van Halens Hit Jumpⓘ erinnernde Keyboard-Hooklines wie im Titel Invisible Touchⓘ in den Vordergrund. Auf dem Album Duke ist der erstmalige Einsatz eines Schlagzeugcomputers (Duchess) mit dem für Collins’ Soloalben typischen lateinamerikanisch verfremdeten Drumsound und dem aus In the Air Tonight oder This Must Be Love bekannten E-Piano-Sound zu hören.
Die Band veränderte sukzessive ihr Konzept, reduzierte deutlich die durch Gabriel verkörperte Theatralik zugunsten einer aufwendigen Bühnen- und Lichtshow und bediente sich einer strafferen Kompositionstechnik. Zum Wandel der Genesis-Musik äußerte sich Collins gegenüber der Los Angeles Times so:

„Einige unserer Songs bestanden aus Fragmenten und waren nicht so gut konstruiert, wie es hätte sein können. Ich will unser altes Material nicht abwerten, aber die neuen Sachen sind kräftiger, konzentrierter, weniger Stückwerk. Diese Veränderungen haben nichts mit Peters Ausscheiden zu tun. Sie sind einfach ein Teil der Entwicklung unserer Musik.“

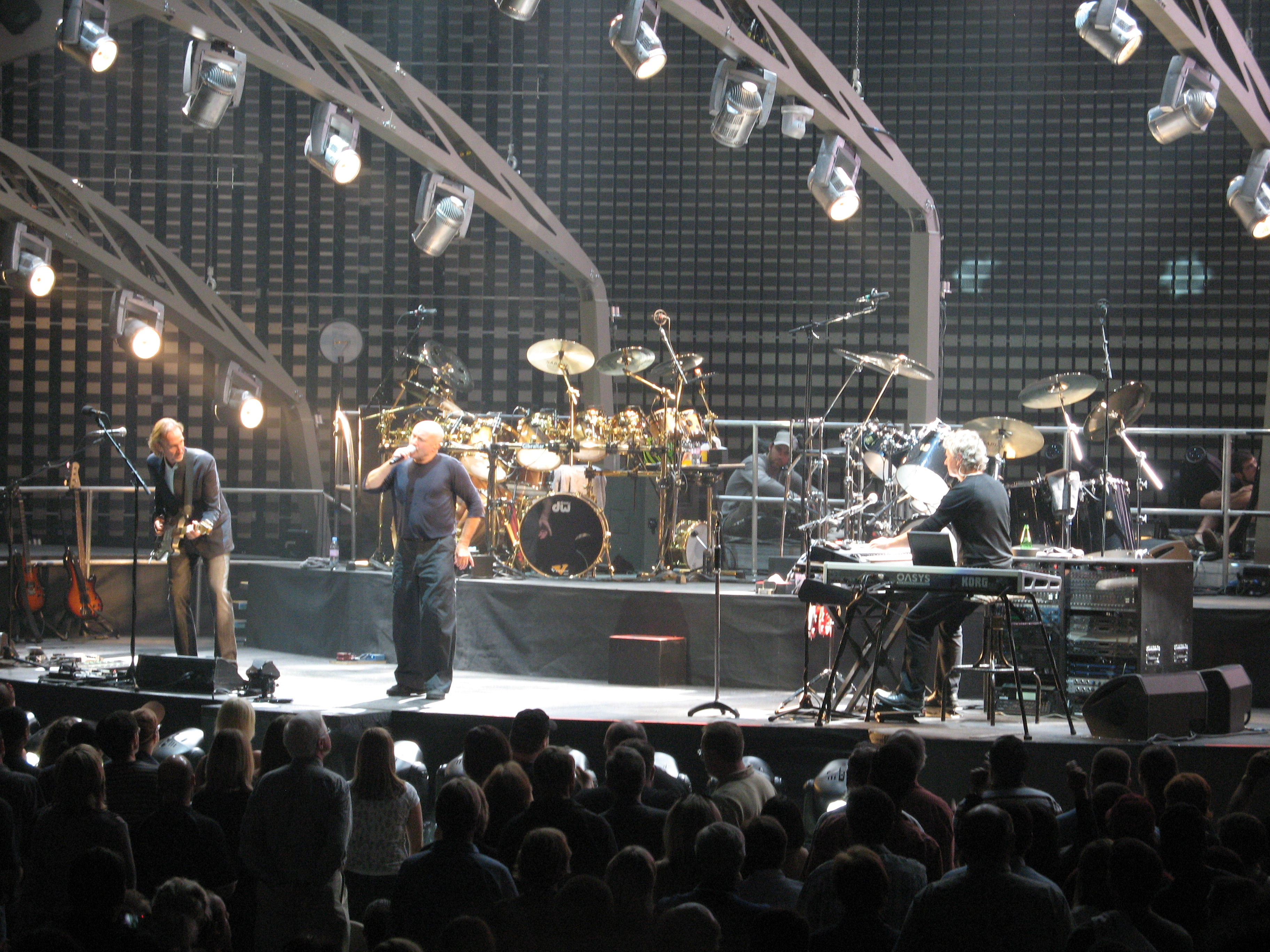
Phil Collins 2007 mit Genesis im Verizon Center, Washington, D.C., USA, während des Titels I Can’t Dance

Von Invisible Touch erreichte der Titelsong als einziges Genesis-Lied die Nummer eins der US-amerikanischen Billboard Hot 100. 1987 erhielt die Band eine Nominierung zum MTV Video des Jahres für Land of Confusion, eine weitere Singleauskopplung des Albums; die Auszeichnung wurde dann allerdings an Peter Gabriels Hit Sledgehammer vergeben. We Can’t Dance (1991) ist das letzte Studioalbum mit Collins als Lead-Sänger, 1996 gab er seinen Abschied von Genesis bekannt, um sich auf seine Solokarriere zu konzentrieren und um mehr Zeit für sein Privatleben zu haben.
Eine Quasi-Wiedervereinigung der Ur-Formation von Genesis fand 1998 für die getrennt eingespielte Neuauflage des Klassikers Carpet Crawlers auf der Kompilation Turn It On Again – The Hits statt. Im neuen Jahrtausend äußerte Collins wiederholt seine Bereitschaft zu einer Wiedervereinigung von Genesis. Dazu gab er an, dass er es vorzöge, wenn Gabriel den Gesang übernehmen und er selbst als Schlagzeuger agieren würde.
Nach zahlreichen Spekulationen über eine Reunion kündigten Collins, Tony Banks und Mike Rutherford am 7. November 2006 auf einer Pressekonferenz eine gemeinsame Welt-Tournee für 2007 an – rechtzeitig zum vierzigjährigen Bandjubiläum.

### Brand X
Von 1976 bis 1980 war Collins Schlagzeuger der britischen Jazz-Fusion-Band Brand X, bei einigen Titeln auch Sänger. Hier nutzte er die Möglichkeit der Improvisation als Ausgleich zu der Arbeit mit Genesis und als Erweiterung seines musikalischen Leistungsspektrums. Er „rekrutierte“ den Keyboarder Peter Robinson (früher bei Quatermass), der später auch auf seinem Soloalbum Hello, I Must Be Going! zu hören ist. In Collins’ Zeit bei Brand X fällt auch der erste Gebrauch eines Drumcomputers und seines privaten 8-Spur-Tonbandgeräts, mit dem er zu Hause Demos aufnahm, welche er dann im Tonstudio weiterverwendete. Insgesamt wirkte er bei sechs Brand-X-Alben mit.

### Solokarriere

#### Erste Erfolge Anfang der 1980er Jahre
Ein zentrales Thema in Collins’ ersten Kompositionen stellt seine damalige Scheidung dar, auch wenn diese an sich in den Songs nicht erwähnt wird. Die beiden Lieder Please Don’t Ask und Misunderstanding, die er zum Genesis-Album Duke (1980) beisteuerte, handeln von zerbrochenen Beziehungen. Sein erstes Soloalbum Face Value (1981) war laut Collins maßgeblich durch seine Scheidung geprägt, und auf seinem zweiten Album Hello, I Must Be Going! (1982) standen seine Eheprobleme im Mittelpunkt.

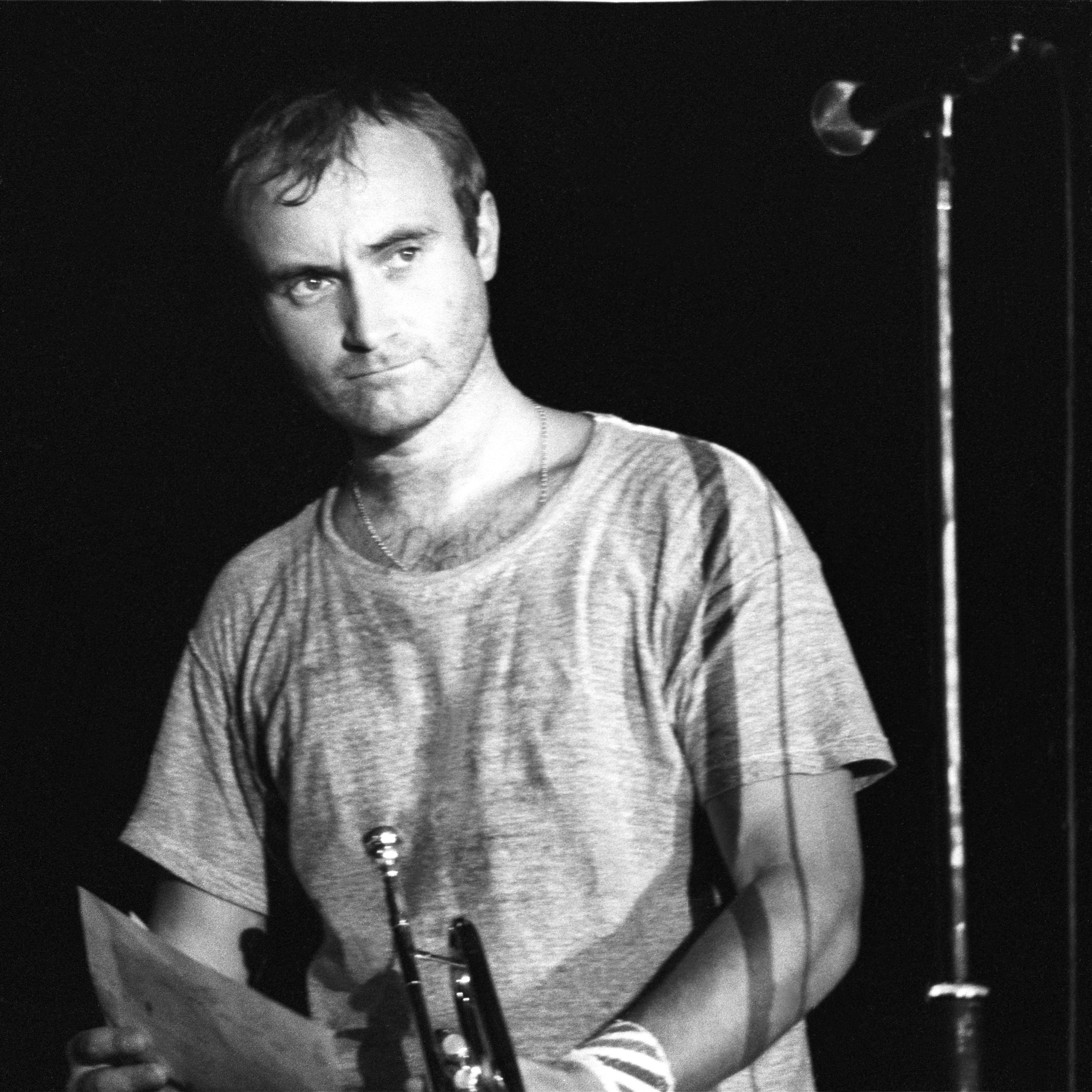
Phil Collins 1981

Bereits seine erste Single In the Air Tonight wurde zu einem weltweiten Hit und hielt sich eine Woche auf Platz 1 der deutschen Charts und weitere fünf Wochen in den Top 10. Für Gesprächsstoff sorgte der düstere Songtext, der zur urban legend führte, dass Collins Zeuge geworden sei, wie ein Mensch durch Ertrinken ums Leben gekommen war. Collins gab dagegen an, selber nicht zu wissen, wovon der Text handele. Schlagzeug-dominierte Songs wie I Don’t Care Anymore und Do You Know, Do You Care? verliehen Collins’ ersten Alben eine verhältnismäßig dunkle Stimmung. Zu Face Value sagte er:

„Ich hatte eine Frau, zwei Kinder, zwei Hunde, und am nächsten Tag hatte ich gar nichts mehr. Viele dieser Songs entstanden, weil ich dieses emotionale Wechselbad durchschritt.“

Der Spiegel konstatierte, dass Collins sich darauf verstehe,

„… eine spannungsgeladene Atmosphäre aufkommen zu lassen, in die sich ein drohender Unterton mischt. Seine undurchsichtigen Songtexte sind befrachtet mit unterschwelligen Verdächtigungen, nahenden Verhängnissen und der Ahnung einer Leidenschaft, die sich so sehr aufgestaut hat, daß sie jeden Moment gewaltsam explodieren kann – obwohl es dann doch nie passiert.“

Dennoch gab es von Collins auch beschwingtere, positiver gestimmte Musik; Behind the Lines auf Face Value z. B. war ein jazziges Remake eines Genesis-Songs, den er mitgeschrieben hatte. Face Value erhielt gute Kritiken und war auch kommerziell erfolgreich und trug somit zur weiteren Profilierung des Künstlers bei.
Das Folgealbum Hello, I Must Be Going! war jedoch in den Augen vieler Kritiker im Großen und Ganzen eine Enttäuschung. Trotz des Nummer-eins-Hits You Can’t Hurry Love, einem Cover des Supremes-Hits, konnte es nicht an bisherige Erfolge anknüpfen. Obwohl es keine weiteren Hits hervorbrachte, erreichte es Platz 2 der UK-Album-Charts und war immerhin ein gutes Jahr dort gelistet.

#### Aufstieg zum Weltstar
Die Jahre 1983 bis 1991 markierten den Höhepunkt von Collins’ Karriere. Sein anhaltender Erfolg als Solokünstler und mit Genesis veranlasste den Rolling Stone 1985, ihm eine Titelstory zu widmen. Im selben Jahr erschien sein bis dahin erfolgreichstes Album No Jacket Required, auf dem in einigen Songs Backing Vocals von Sting und auch Peter Gabriel zu hören sind. Das Album erreichte umgehend in den USA, Großbritannien und Deutschland Platz eins der Charts und verkaufte sich sogar schneller als Michael Jacksons Thriller. Mit Sussudio, One More Night und der nicht auf dem Album enthaltenen Single Separate Lives, einem Duett mit Marilyn Martin, verzeichnete er drei Nummer-eins-Hits in den USA, was in diesem Jahr keinem anderen Künstler gelang. No Jacket Required wurde mit dem Grammy als Album des Jahres ausgezeichnet. Dennoch wurden Stimmen laut, dass das Album trotz aller euphorischer Kritiken und zahlreicher Plattenverkäufe zu glatt und seicht produziert worden wäre. Kritik kam auch an der Single Sussudio auf, wegen der starken Ähnlichkeit mit dem Song 1999 von Prince, was Collins durchaus nicht abstritt.
1989 folgte mit …But Seriously Collins’ erfolgreichstes Album. Die Auskopplung Another Day in Paradise, die Collins gemeinsam mit David Crosby aufgenommen hatte, brachte ihm 1990 einen Grammy für die Platte des Jahres ein. Another Day in Paradise erreichte Ende 1989 Platz eins der US-Charts und war somit der letzte Nummer-eins-Hit der 1980er Jahre. Weitere Hits waren Something Happened on the Way to Heaven, Do You Remember? und I Wish It Would Rain Down, bei dem sein langjähriger Freund Eric Clapton die Gitarre spielte. Mit seinen Liedern über Apartheid (Colours), Obdachlosigkeit (Another Day in Paradise) und Jugendkriminalität (Heat on the Street) äußerte sich Collins erstmals zu konkreten gesellschaftspolitischen Themen, was sich auf seinen weiteren Alben fortsetzte. Sein erstes Livealbum Serious Hits… Live! erschien 1990.

#### Die 1990er Jahre

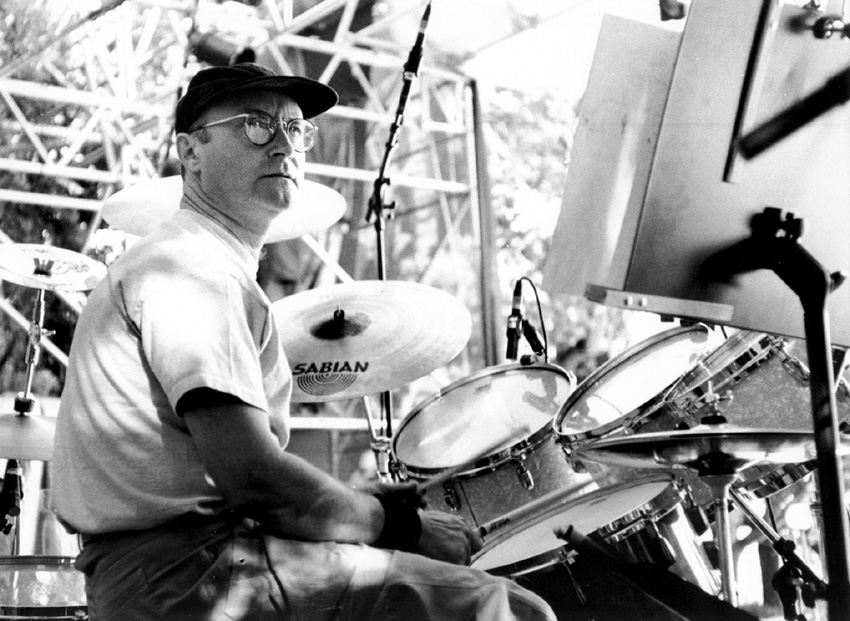
Phil Collins bei Umbria Jazz in Perugia (1996)

Das neue Jahrzehnt begann vielversprechend für Collins, der 1991 mit Genesis We Can’t Dance das kommerziell erfolgreichste aller Alben der Band herausbrachte. Doch sein 1993 veröffentlichtes Soloalbum Both Sides war kein großer Verkaufsschlager. Collins hatte auf den Einsatz von Studiomusikern verzichtet, da die Songs „so persönlich und privat geworden sind, dass ich niemand anderen daran arbeiten lassen wollte.“ Er spielte sämtliche Instrumente selbst ein (wobei er für Gitarre und Bass Samplings benutzte) und verwendete Gesangsaufnahmen aus seinem Heimstudio für die Produktion von Both Sides. Die Kritiken auf das introvertierte, mit nur wenigen Uptempo-Stücken versehene Album waren eher verhalten. Die beiden Single-Auskopplungen Both Sides of the Story und das Radio-freundlichere Everyday erreichten bei weitem nicht den Erfolg von Collins-Songs der 1980er.
1996 versuchte Collins, der inzwischen Genesis verlassen hatte, eine Rückkehr zur eingängigen Popmusik mit Dance into the Light, über das das Magazin Entertainment Weekly schrieb:

„Selbst Phil Collins muss wissen, dass wir alle Phil Collins’ überdrüssig geworden sind.“

Kleinere Erfolge waren der Titelsong und das Beatles-inspirierte It’s in Your Eyes. Dennoch beklagten Kritiker einen Mangel an Innovation, Fans das Fehlen eingängiger Songs. Obwohl das Album in den Vereinigten Staaten vergoldet wurde, verkaufte es sich bedeutend schlechter als seine bisherigen Alben. Lediglich der Titelsong wurde daher 1998 in Collins’ erste Kompilation …Hits aufgenommen. Dennoch war Collins ein weiterhin beliebter Livemusiker, wie die ausverkauften Arenen der nachfolgenden Welttournee A Trip into the Light zeigten.

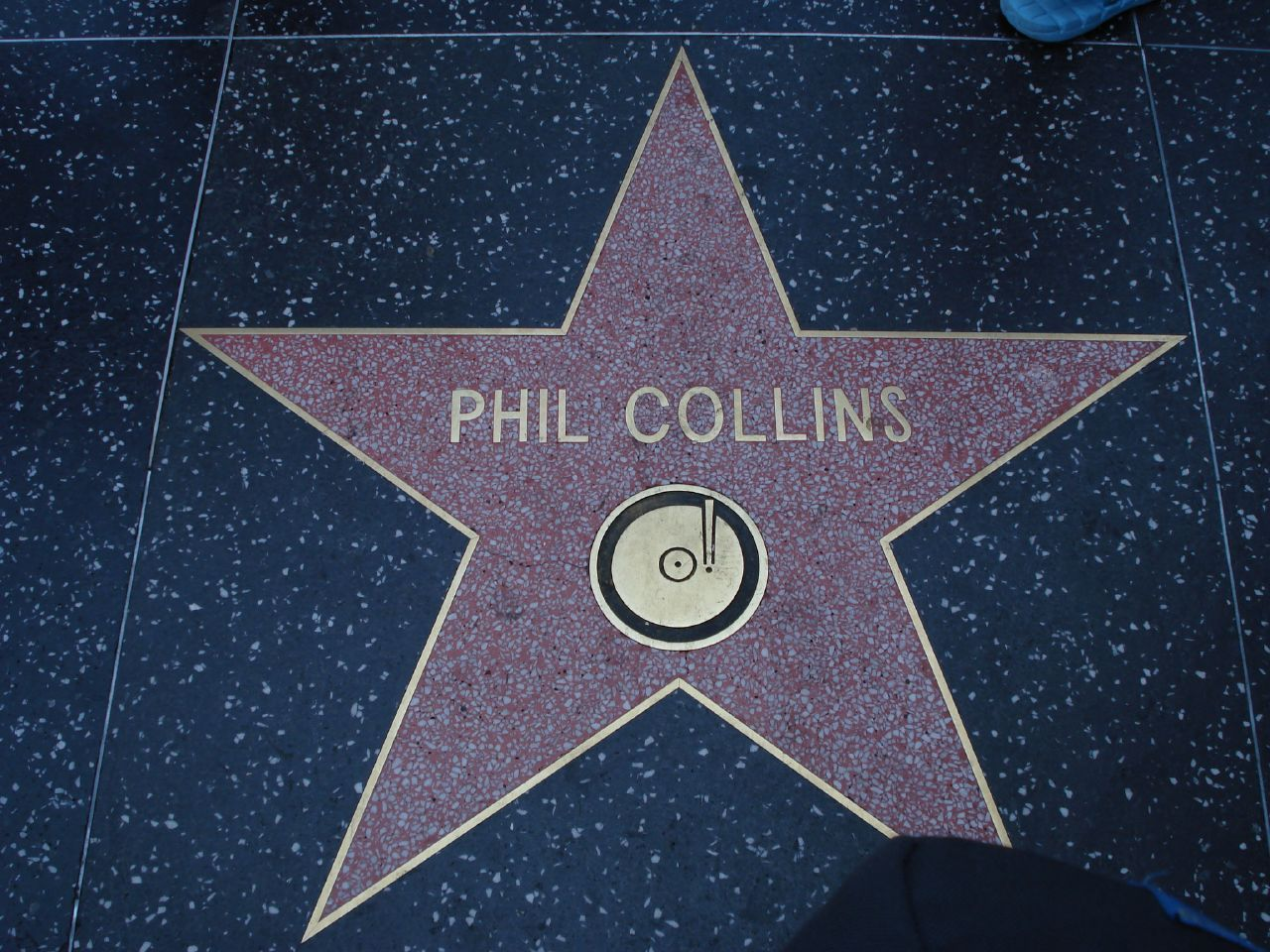
Stern auf dem Hollywood Walk of Fame (seit Juni 1999)

Der einzige neue Song auf der Kompilation …Hits war eine Coverversion von Cyndi Laupers True Colors, die sich in den AC-Charts großer Beliebtheit erfreute und dort bis auf Platz zwei vorrückte.
Anschließend gründete er die Phil Collins Big Band, mit der er als reiner Schlagzeuger Jazz-Interpretationen von seinen eigenen und von Genesis-Songs spielte. Im Rahmen einer Konzertreise trat die Phil Collins Big Band 1998 auch auf dem Montreux Jazz Festival auf. 1999 wurde A Hot Night in Paris mit Aufnahmen aus der Tour veröffentlicht, darunter die Big-Band-Versionen von Invisible Touch, Sussudio, Against All Odds und die eigenwillige Los Endos Suite, ursprünglich ein Song aus der Progrock-Ära von Genesis.

#### Phil Collins ab 2000
Collins erhielt 2000 für den Song You’ll Be in My Heart aus dem Film Tarzan (1999) einen Oscar sowie einen Golden Globe.
Mit seinem Studioalbum Testify (2002) hingegen erzielte er in den US-amerikanischen und britischen Alben-Charts keine nennenswerten Erfolge, in den USA wurden lediglich 140.000 Exemplare verkauft. Can’t Stop Loving You (ein Leo-Sayer-Coversong) und Come with Me (Lullaby) erreichten immerhin in den AC-Charts Platzierungen. Auf der Website metacritics.com stand Testify Ende 2006 auf Platz 4 der am schlechtesten bewerteten Alben.
2003 kündigte er seine letzte Solotournee an:

„Aber obwohl mir das Touren noch immer Spaß macht, höre ich damit auf, um mehr als das zu tun. […] Und ich werde wieder ein Album aufnehmen, weil der Druck weg ist, damit auf Tour gehen zu müssen. Ich werde quasi so weiter machen wie bisher, aber ich werde mehr von zu Hause aus machen.“

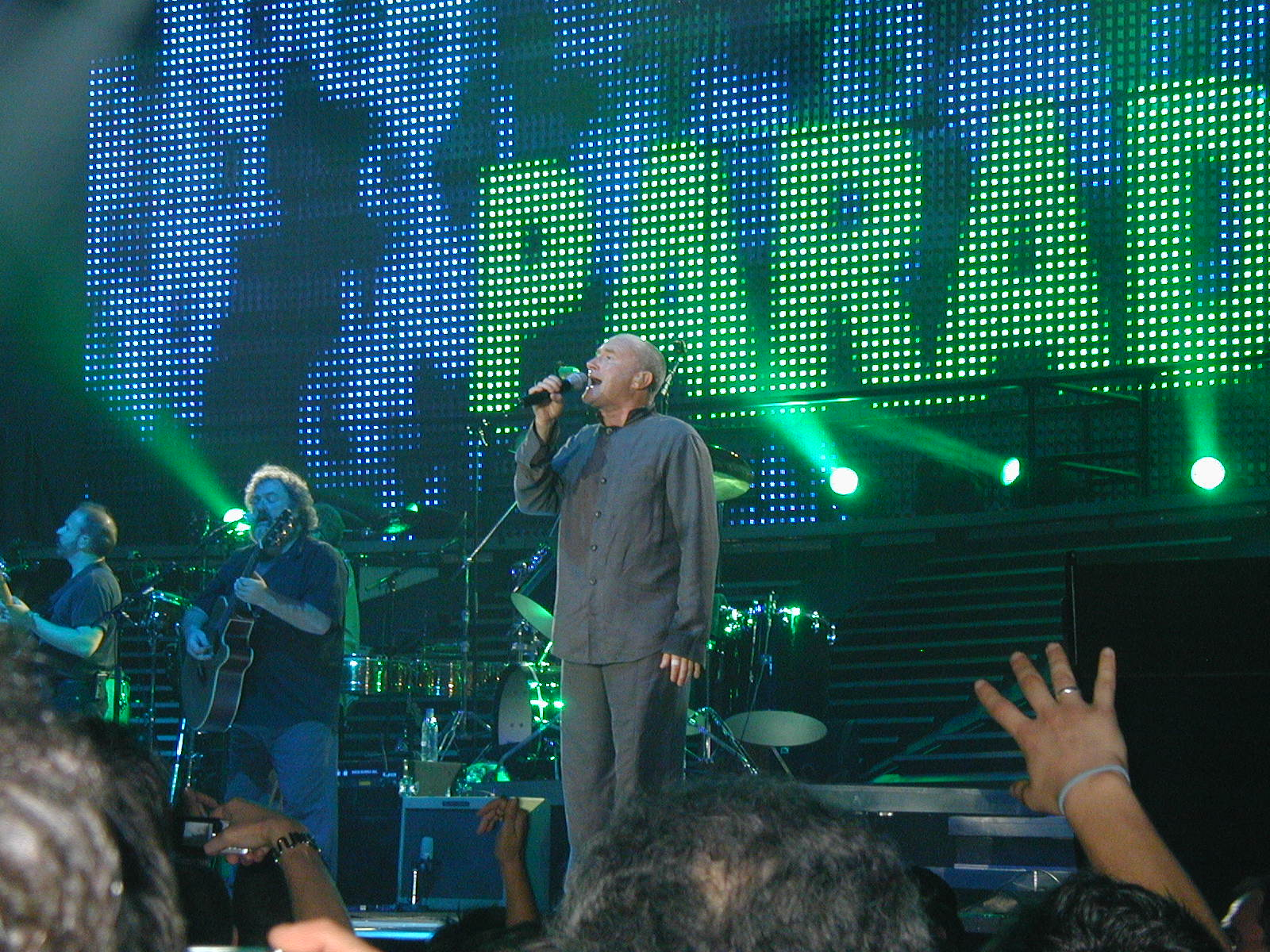
Collins und seine Band in Barcelona (2004)

Er nannte sie die First Final Farewell Tour, ein ironischer Seitenhieb auf die sich mehrfach wiederholenden „Abschieds“-Tourneen anderer populärer Künstler. Collins wollte ein letztes Mal auf große Welttournee gehen, um sich danach mehr seiner Familie zu widmen. Jedoch trennte sich 2006 seine dritte Ehefrau Orianne von ihm. 2007 unternahm er mit Genesis eine Abschieds-Welttournee.
2009 schloss Collins seine offizielle Internetpräsenz und gab im Oktober desselben Jahres das Ende seiner Live-Karriere bekannt. Nach einer Halswirbeloperation im April 2009 hatte der Schlagzeuger Taubheitsgefühle in den Händen, die dazu führten, dass er kein Schlagzeug mehr spielen kann.
Am 10. September 2010 veröffentlichte Atlantic Records das 8. Studioalbum von Phil Collins mit dem Titel Going Back in Deutschland, welches in der Special Edition insgesamt 29 Coverversionen bekannter Motowntitel enthält. Nach Aussagen von Collins war das Projekt stets von der Nostalgie der 1960er Jahre geprägt, weswegen das Album den typischen Motown-Sound 1:1 adaptiert und Originaltreue beweist. Vorab erschien die Single (Love Is Like A) Heatwave. Dabei handelt es sich um eine Adaption des 1963er-Hits Heatwave von Martha & the Vandellas, Urheber Holland–Dozier–Holland. Auf dem Album haben drei Mitglieder der Funk Brothers mitgewirkt.
Am 9. März 2011 gab Phil Collins erneut das Ende seiner musikalischen Karriere bekannt. Nach einem ersten Dementi dieser Ankündigung durch seinen Sprecher meldete sich Collins persönlich zu Wort. „Ich möchte erneut versuchen, meine Gründe dafür zu erklären, warum ich Schluss mache“, schrieb er seinen Fans. „Ich höre auf, damit ich meinen zwei jungen Söhnen täglich rund um die Uhr ein Vater sein kann.“ Dies widerspricht den zuvor in den Medien verbreiteten Meldungen, er trete aus gesundheitlichen Gründen zurück. Collins betonte, entsprechende Äußerungen seinerseits seien leichthin in Interviews gefallen und hätten niemals zu Schlagzeilen getaugt. „In der Folge habe ich mich angehört wie ein gepeinigter Spinner …, der sich selbst sehr leidtut und der sich, verletzt durch die schlechte Presse der letzten Jahre, zur Ruhe setzt“, bemerkte Collins. „Nichts davon ist wahr.“
Collins zeigte sich verwundert über den Artikel in dem englischen Männermagazin „FHM“, der die Rücktrittsberichte ausgelöst hatte. „Ich habe in den vergangenen Monaten mit keinem Pressevertreter gesprochen“, schrieb Collins weiter. Der einstige Genesis-Frontmann zeigte sich daher unzufrieden mit seiner Darstellung in den Medien und wollte das Bild in seinem offenen Brief geraderücken. Er ziehe sich nicht wegen schlechter Kritiken oder mangelnder Unterstützung durch die Fans zurück: „Ich weiß, dass ich immer noch eine sehr große Fanbasis habe, die liebt, was ich tue.“ Collins wies auch die Darstellung zurück, er sei seiner Ansicht nach im Musikgeschäft ein Außenseiter. Sein zu diesem Zeitpunkt aktuelles Album Going Back habe in Großbritannien die Spitze der Charts erreicht und sich weltweit sehr gut verkauft.
Laut Atlantic Records hat Collins als Solokünstler bis 2002 weltweit über 100 Millionen Platten verkauft; schließt man die Verkäufe von Genesis mit ein, sind es weit über 250 Millionen verkaufter Tonträger. Damit gehört er allen Kritiken zum Trotz zu den weltweit 20 erfolgreichsten Protagonisten der Branche und ist neben Michael Jackson und Paul McCartney einer der drei Sänger, der die 100-Million-Marke an verkauften Tonträgern jeweils als Solokünstler und Bandmitglied überschritten hat.
Ende 2013 gab Collins entgegen seiner früheren Ankündigung in verschiedenen Interviews bekannt, doch wieder an neuem, eigenem Material zu arbeiten. Im Oktober 2015 äußerte er sich gegenüber dem Rolling-Stone-Magazin zu konkreten Plänen, ein neues Album zu veröffentlichen und wieder auf Tournee zu gehen. Nach einer Phase persönlicher Probleme, die auch mit Alkoholismus einherging, habe er sich vollständig rehabilitiert. Er begründet die Rückkehr ins Musikgeschäft damit, seinen Kindern das eigene musikalische Werk näherbringen zu können: „Sie wollen sehen, was ihr Dad macht.“ […] „Sie lieben meine Musik, und ich würde sie gern mitnehmen, damit sie sie genießen können.“ Zum Schlagzeugspielen allerdings sei er aus gesundheitlichen Gründen nicht mehr in der Lage.
Anlässlich der Eröffnung der US Open am 29. August 2016 im Arthur Ashe Stadium in New York City, kehrte Phil Collins dann wieder zurück auf die Bühne. Er sang zwei seiner größten Hits In the Air Tonight und Easy Lover (Duett mit Leslie Odom Jr.). Im selben Jahr veröffentlichte Collins unter dem Titel „Take a Look at Me Now“ eine Reihe mit komplett remasterten Neu-Auflagen aller Phil-Collins-Alben.
Am 17. Oktober 2016 kündigte er in einem Live-Interview auf seiner Facebook-Seite 15 Konzerte für den Juni 2017 in der Royal Albert Hall in London, der Lanxess Arena in Köln sowie der AccorHotels Arena in Paris an. Auf der Not Dead Yet Live – Tour 2017 mit einer 14-köpfigen Band wurde er von seinem damals 16-jährigen Sohn Nicholas Collins am Schlagzeug begleitet sowie u. a. von Daryl Stuermer (Gitarre) und Leland Sklar (Bass). Die sehr erfolgreiche Tournee endete im März 2018 mit Konzerten in Südamerika. Insgesamt wurden Eintrittskarten für über 14 Millionen Dollar verkauft. Das brachte Collins in diesem Jahr auf Platz drei der erfolgreichsten Live-Künstler hinter U2 und Beyoncé & Jay-Z. Auch 2019 folgten weitere Auftritte, unter anderem in Deutschland. Im März 2022 verkündete Phil Collins, der nach wie vor unter schweren gesundheitlichen Problemen leidet, beim Londoner Abschlusskonzert der Genesis-Abschiedstournee 2021/2022 das endgültige Ende aller Live-Aktivitäten der Band.

### Arbeit als Produzent und Gastmusiker
Collins war für verschiedene namhafte Künstler als Musikproduzent und Gastmusiker tätig.
Im Jahr 1980 spielte Collins bei den Tracks Taurus I sowie Sheba Schlagzeug auf dem Album QE2 von Mike Oldfield.
Bei dem ersten englischsprachigen Album der ABBA-Sängerin Frida, Something’s Going On von 1982, übernahm Collins Produktion und Schlagzeugparts. Als Auskopplung erschien der von Russ Ballard geschriebene Hit I Know There’s Something Going On. Das Duett von Collins und Frida Here We’ll Stay wurde in einer Edit-Version ohne Collins als weitere Single veröffentlicht.
Ebenfalls im Jahr 1982 trommelte Phil Collins auf Pictures at Eleven, Robert Plants Solo-Debütalbum nach dem Ende von Led Zeppelin, auf sechs der acht Lieder. Im Jahre 2007 wurde das Album wiederveröffentlicht, ergänzt um ein weiteres Lied mit Phil Collins am Schlagzeug sowie eine Live-Version des Albumtracks Like I’ve Never Been Gone, aufgenommen auf Robert Plants Konzerttournee im folgenden Jahr mit Phil Collins in dessen Tourband.
Im Jahr 1984 produzierte Collins Philip Baileys Solodebüt Chinese Wall und spielte auch alle Drums ein. Die im Duett gesungene Single Easy Lover, die gemeinsam von Bailey, Collins und Nathan East erst im Nachhinein für das Album geschrieben worden war, erreichte Platz 2 der US-Charts, führte vier Wochen lang die UK-Charts an und wurde mehr als eine Million Mal verkauft.

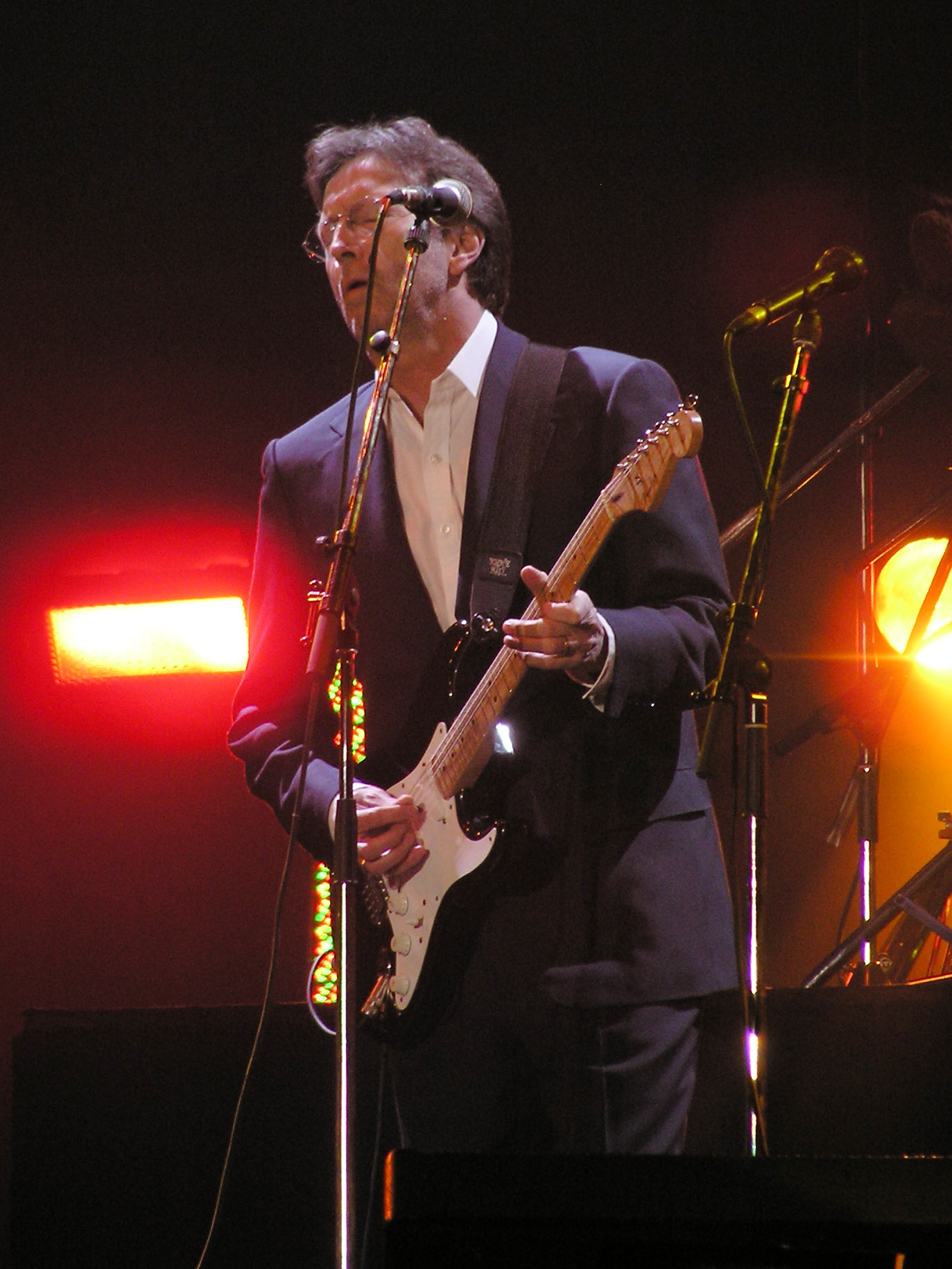
Eric Clapton (2005), für den Collins zwei Alben produzierte

Ende 1984 beteiligte sich Collins an Bob Geldofs Band-Aid-Projekt und spielte auf der Single Do They Know It’s Christmas? das Schlagzeug. Im selben Jahr produzierte er Howard Jones’ Single No One Is to Blame des Albums Dream into Action neu und betätigte sich dabei auch als Schlagzeuger und Background-Sänger. Collins trommelte auch auf Alben von Tina Turner und produzierte Eric Claptons erfolgreiche Alben Behind the Sun und August. Des Weiteren wirkte er als Mitproduzent und Schlagzeuger an den Songs Puss’n Boots und Strip von Adam Ant und an Woman in Chains von Tears for Fears mit.
Auf der 1998 erschienenen CD In My Life von George Martin interpretierte er in einem Medley mehrere Beatles-Coverversionen.
Für Lil’ Kims Remake von In the Air Tonight auf dem Phil-Collins-Tribute-Album Urban Renewal Featuring the Songs of Phil Collins (2001) sang Collins den Refrain neu ein. Das Gleiche tat er im selben Jahr für das Remake von Take Me Home der Hip-Hop-Gruppe Bone Thugs-N-Harmony auf dem Album Thug World Order.
Auch für Liveauftritte ist Collins ein begehrter und oft gebuchter Session-Musiker, so zum Beispiel 1982 als Drummer für Jethro Tull. 1985 lud Bob Geldof ihn ein, bei seinem Wohltätigkeitskonzert Live Aid aufzutreten, das sowohl im Wembley-Stadion in England als auch im JFK-Stadion in Philadelphia, USA stattfand. Collins nahm an beiden Veranstaltungsorten teil. In London trat er zusammen mit Sting auf, anschließend flog er mit der Concorde nach New York und per Helikopter weiter nach Philadelphia. Dort übernahm er zusammen mit Tony Thompson (Chic) beim Auftritt von Led Zeppelin teilweise den Part des 1980 verstorbenen Schlagzeugers John Bonham und spielte zudem Schlagzeug für Eric Clapton.
Anlässlich der Festivitäten zum goldenen Thronjubiläum von Königin Elisabeth II. im Jahr 2002 war Collins Mitglied der „Hausband“ bei der Party at the Palace und begleitete Paul McCartney, Ozzy Osbourne und Cliff Richard am Schlagzeug.

### Filmmusik
Seit Mitte der 1980er Jahre wirkt Collins als Musiker und Komponist auch an Filmmusiken mit. Vier seiner insgesamt sieben Nummer-eins-Hits in den Vereinigten Staaten stammen aus Film-Soundtracks. Für seine Kompositionsarbeit am Disney-Film Tarzan erhielt er sogar einen Oscar.
Collins sang Against All Odds (Take a Look at Me Now) als Titelsong für den Kinofilm Gegen jede Chance (1984). Er wählte dafür ein Lied, das er bei den Aufnahmen zu Face Value geschrieben hatte und das den Arbeitstitel How Can You Sit There? trug. Die hochemotionale Ballade kam sofort auf Platz 2 der UK-Charts und auf Platz 1 der US-Charts und wurde zu einem echten Collins-Klassiker. Viele Kritiker sehen in ihr den Anfang von Collins’ Entwicklung weg vom düsteren und dramatischen Material früherer Tage hin zu einem Synthie-Pop-orientierten, Radio-freundlichen Stil. Against All Odds wurde 1985 mit dem Grammy für die Beste männliche Gesangsdarbietung – Pop ausgezeichnet und erhielt 1984 auch eine Oscar-Nominierung in der Kategorie Bester Song. Allerdings bekam Collins als einziger Kandidat in dieser Kategorie keine Einladung, sein Lied bei der Oscarverleihung auf der Bühne zu singen. Es wird angenommen, dass die Academy trotz der Nominierung nicht genau wusste, wer er eigentlich war. In einer Mitteilung an Collins’ Plattenfirma begründete der Co-Produzent der Fernsehübertragung Larry Gelbart die unterbliebene Einladung folgendermaßen: „Vielen Dank für Ihren Hinweis Phil Cooper [sic!] betreffend. Die Plätze sind leider schon vergeben worden.“ Collins, der im Publikum saß, nachdem er seine Tournee extra um diesen Abend herum geplant hatte, musste stattdessen zusehen, wie die Tänzerin Ann Reinking ihre Lippen zu seinem Lied bewegte (Bronson, S. 586). Seine von den Fernsehkameras eingefangene entsetzte Reaktion gehört zu den wohl denkwürdig heikelsten Momenten in der Geschichte der Oscar-Preisverleihung. Noch Jahre später kündigte er den Song bei seinen Konzerten mit den Worten an: „Miss Ann Reinking ist heute Abend nicht da, also glaube ich, dass ich mein eigenes Lied selber singen muss.“ Der Oscar ging schließlich an Stevie Wonders I Just Called to Say I Love You. Erst 1998 erschien Against All Odds (Take a Look at Me Now) auf einem Collins-Album, als Bestandteil der Kompilation … Hits.
Collins sang Separate Lives für den Film White Nights – Die Nacht der Entscheidung (1985). Das Duett mit Marilyn Martin war ein weiterer Nummer-eins-Hit für Collins in den USA. Der Komponist Stephen Bishop wurde für den Oscar nominiert, den er dann für Say You, Say Me von Lionel Richie aus demselben Film erhielt. Eine weitere Oscar-Nominierung für Collins folgte 1989 für Two Hearts aus dem Streifen Buster, in dem er auch Hauptdarsteller war.
Collins schrieb den Soundtrack zum Disney-Trickfilm Tarzan. Für seine europäischen Fans entschied er sich, die deutschen, italienischen, spanischen und französischen Versionen des Soundtracks selbst zu singen, was ihm positives Feedback, vor allem in Deutschland, einbrachte. Er gewann einen Oscar in der Kategorie Bester Song für You’ll Be in My Heart; 1999 sang er dessen deutsche Version bei Wetten, dass..?.
Der Tarzan-Soundtrack kam in die Top Ten der USA, die Single You’ll Be in My Heart, die Collins bei der Preisverleihung und in der Halbzeitpause des Super Bowl XXXIV sang, war nach fünf Jahren der erste Collins-Song, der wieder die Top 40 erreichte und in der spanischen Version auch der erste und einzige Titel von Collins, der in die Billboard’s Hot Latin Tracks kam. 2003 engagierte Disney ihn zusammen mit Tina Turner für den Soundtrack zu Bärenbrüder, dessen Auskopplung Look Through My Eyes öfter im Radio gespielt wurde. Die Zusammenarbeit mit Disney fand 2005 eine Fortsetzung, als das Lied Welcome anlässlich des fünfzigjährigen Jubiläums von Disneyland zum Titelthema für die Walt Disney’s Parade of Dreams wurde. Im selben Jahr erschien Tarzan 2 auf DVD, zu dem er erneut Filmmusik und zwei kurze Gesangsstücke schrieb. 2006 feierte Tarzan sein Debüt als Broadway-Musical, zu dem Collins elf neue Lieder und Instrumentalstücke beigesteuert und an dessen Produktion er sich stark beteiligt hatte. Im April 2007 feierte das Musical in den Niederlanden Premiere. Im Oktober 2008 erfolgt die Musical-Premiere in Hamburg.
Der Collins-Song Sussudio und das Genesis-Stück In Too Deep waren im Thriller American Psycho (2000) zu hören, und in der Romanvorlage hält der Serienmörder Patrick Bateman einen ausgedehnten Monolog, wie sehr er Collins’ Werke schätzt.

### Eigene Begleitmusiker

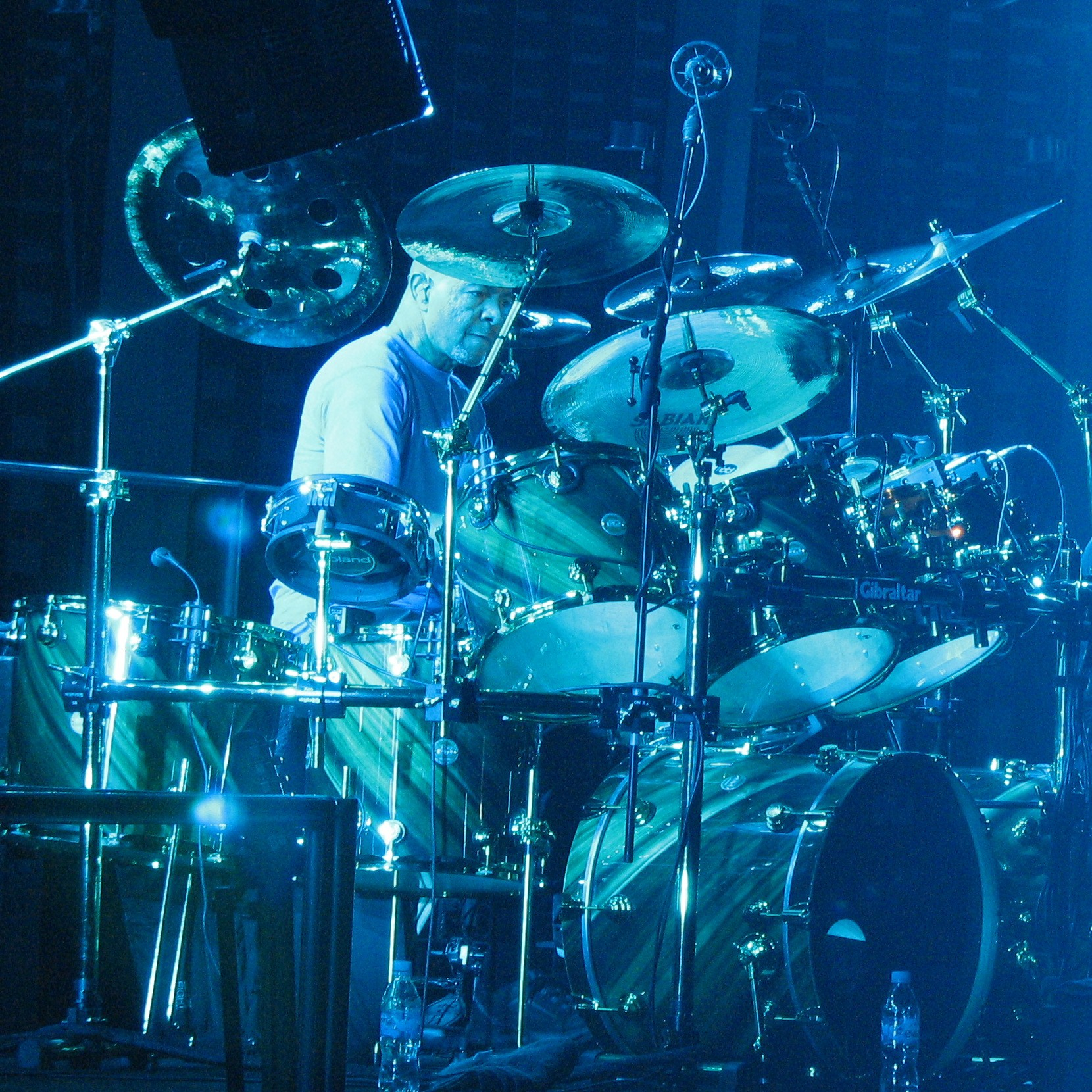
Chester Thompson, 2007, Mellon Arena, Pittsburgh

Im Laufe der Jahre hat sich eine relativ feste Besetzung von renommierten Studio- und Live-Musikern herausgebildet, mit denen Collins zusammenarbeitet. So sind die Genesis-Tour-Musiker Chester Thompson (Schlagzeug) und Daryl Stuermer (Gitarre) ebenfalls dauerhafter Bestandteil seiner Liveband, mit letzterem hat Collins auch einige Songs co-komponiert. Die Tourneen zu Both Sides und Dance into the Light wurden von Ricky Lawson als Schlagzeuger begleitet. Bei der im Jahr 2017 begonnenen Tournee „Not dead yet“ spielt Collins’ Sohn Nicholas die Drums. Sein Jugendfreund Ronnie Caryl, mit dem er schon in den 1960ern bei Flaming Youth zusammenspielte, füllt die Position des Rhythmusgitarristen aus. Seine bevorzugten Bassgitarristen sind Nathan East und Leland Sklar. Mit der Earth,-Wind-and-Fire-Bläsersektion, die dann als Phenix Horns  bekannt wurden, arbeitete Collins während der gesamten 1980er Jahre zusammen. Auf seinen Studioalben haben diverse Größen der Rock- und Popszene als Gastmusiker mitgewirkt, darunter Eric Clapton, Sting, Peter Gabriel, David Crosby, Pino Palladino, Steve Winwood, Dominic Miller, Greg Phillinganes und Babyface.

### Musikalischer Stil
Collins’ Songs reichen von harten, schlagzeugbetonten Nummern wie In the Air Tonight über eingängige Pop-Arrangements (Sussudio, You Can’t Hurry Love) bis hin zu balladesken Titeln wie Another Day in Paradise, seinem bislang kommerziell erfolgreichsten Lied. Er brachte sich während seiner Karriere auch das Klavierspielen bei, gilt in allen künstlerischen Belangen als Perfektionist und sieht sich selbst in erster Linie als Schlagzeuger, dann erst als Sänger, Schreiber und Produzent. Als Jugendlicher war er sehr Buddy Rich und dem Count-Basie-Drummer Sonny Payne zugetan, die sein eigenes Schlagzeugspiel ebenso nachhaltig beeinflussten wie Keith Moon von The Who und John Bonham von Led Zeppelin. Zwar findet sein Schaffen als Popsänger und Komponist, trotz millionenfacher Tonträgerverkäufe und mehrerer Grammy-Awards als bester Sänger und Produzent, mitunter kontroverse und zwiespältige Resonanz, jedoch gilt er wegen seiner abwechslungsreichen, komplexen und technisch anspruchsvollen Spieltechnik und vor allem ob seiner Fähigkeit, auch bei ungewöhnlichen Taktarten (wie z. B. in Apocalypse in 9/8ⓘ des Genesis-Stücks Supper’s Ready) seinen Groove beizubehalten, in Fachkreisen und beim Publikum als herausragender Schlagzeuger. Sein unverwechselbar wuchtig-dynamischer, aber trotzdem melodischer Stil und sein – nicht zuletzt durch John Bonham inspirierter – auf dem Album Peter Gabriel III (1980) von Peter Gabriel bei den Aufnahmen zu dem Lied Intruder mit dem Toningenieur und Musikproduzent Hugh Padgham entwickelter und danach häufig kopierter Drum-Sound, welcher von Hall-, Lautstärke- und Kompressionseffekten und einem plötzlichen Abschneiden des Halls sowie einer zeitlichen Umkehr des akustischen Ereignisses (gated-reverb) gekennzeichnet ist, haben die Popmusik der 1980er Jahre und eine ganze Generation von Schlagzeugern geprägt.

Collins kommerzieller Erfolg als Solokünstler gründet sich auf der geschickten Kombination von eingängigen Balladen (One More Night, Another Day in Paradise, Against All Odds (Take a Look at Me Now), Do You Remember?) und Up-Tempo-Titeln wie Sussudio oder Easy Lover. Der New Musical Express meinte, dass seine Musik als „… Blaupause für einen neuen europäischen Oberliga-Pop diene.“
So beruht der Refrain von One More Night mit dem dreimaligen Wechsel zwischen Dominante und Tonika und den Mollakkorden der zweiten und sechsten Stufe auf einfachen musikalischen Kadenzwendungen. Der warme Klang des DX7-E-Pianos bildet zusammen mit den dezenten TR-808-Percussions den emotionalen Rahmen für Collins’ Gesang.

In Up-Tempo-Songs wie Sussudio formen ein trockenes durch E-Drums ergänztes Schlagzeug und ein im Funkstil gespielter Keyboard-Bassⓘ, sowie primär rhythmische Funktionen erfüllende Keyboardeinwürfe die Basis für die den Song vorwärtstreibenden Bläserriffs. Diese von den Phenix Horns  gespielten Parts bestechen durch Präzision und bewusste leichte rhythmische Verschobenheiten der im Unisono und im Quartsabstand spielenden Bläser gegeneinander.

Abseits dieser beiden „Erfolgsrezepte“ hat Collins sich mit diversen Aufnahmen in historischen Rockgenres erfolgreich bewegt. Seine Aufnahmen von Titeln wie dem psychedelischen Beatles-Remake Tomorrow Never Knows, dem von Claptons E-Gitarre getragenen I Wish It Would Rain Down, in den von Jazz bzw. Jazzrock beeinflussten Instrumentalstücken The West Side und Saturday Night and Sunday Morning sowie das herb wirkende, auf leeren Quinten aufbauende The Roof Is Leaking decken ein breites stilistisches Spektrum ab. Bei Songs wie Two Hearts, Heat on the Street und speziell dem Supremes-Cover You Can’t Hurry Love finden sich immer wieder Bezüge zur Motown-Musik, und bei Colours, Lorenzo oder Wear My Hat (Schlagzeug, Perkussion und Bass aus Wear My Hatⓘ) dominieren afrikanische und lateinamerikanische Rhythmen.
In Abhängigkeit von der zu spielenden Musik wählt Collins auch als Sideman regelmäßig unterschiedliche Drums und Becken. Dabei kommen häufig Sets der Firmen Gretsch und Premier zum Einsatz, oft unter Verwendung von Concert-Toms, bei denen die Resonanzfelle fehlen. In früheren Zeiten benutzte er des Öfteren auch Sets der Firmen Pearl und Ludwig, ergänzt um eine Snare Drum des Herstellers Hinger. Noch heute nutzt er eine Ludwig „Speed King“ Fußmaschine für seine vorzugsweise kleinen 20" Bassdrums und eine Hihat des Schlagzeugbauers Slingerland. Nachdem er über die Jahre hinweg Becken der Firmen Paiste und Zildjian einsetzte, bevorzugt er in jüngerer Zeit solche der Firma Sabian. Als Linkshänder baut er sein Schlagzeug seitenverkehrt auf.
Insgesamt dokumentiert Collins’ Œuvre eine erhebliche stilistische Bandbreite, die kaum auf die kommerziell erfolgreichen Produktionen reduzierbar ist. Sein künstlerisches Engagement und die besonderen Fähigkeiten als Drummer, Sänger und Produzent reichen vom Rock, Jazz und Jazzrock über Swing, Pop und Soul bis hin zum Hip-Hop und machen ihn zu einem „kompletten“ Musiker. Trotz dieser Vielseitigkeit haben Collins’ Schlagzeugspiel und seine Gesangsstimme einen hohen individuellen Wiedererkennungswert. Im Jahr 2012 wurde er in die Modern Drummer’s Hall of Fame aufgenommen.

## Arbeit als Schauspieler
Collins’ schauspielerische Arbeit nimmt im Verhältnis zu seiner Gesamtkarriere nur einen kleinen Teil ein. Als Kind trat er in drei Filmen auf, von denen er in zwei lediglich eine Statistenrolle einnahm. Seine erste TV-Hauptrolle erhielt Collins in Calamity the Cow (1967). Eine Szene 1968 als Jugendlicher in Tschitti Tschitti Bäng Bäng (Chitty Chitty Bang Bang) wurde herausgeschnitten. Noch während seiner Schulzeit spielte er die Rolle des Artful Dodger in dem Musical Oliver Twist.
Mit Buster, einem Kinofilm über den Großen Postzugraub in England, kam Collins 1988 zu seiner ersten Filmrolle seit Beginn seiner Musikerkarriere. Der Filmkritiker Roger Ebert schrieb, dass Collins die Rolle des Buster Edwards „mit überraschender Effektivität“ spielte; dennoch war der Soundtrack zum Film erfolgreicher als der Film selbst, und die drei Singleauskopplungen platzierten sich weit oben in den Hitparaden: das gemeinsam mit Lamont Dozier (vom Songwriter- und Produzententeam Holland–Dozier–Holland) geschriebene Two Hearts, A Groovy Kind of Love (im Original von den Mindbenders) und das von Collins und Dozier komponierte und von den Four Tops gesungene Loco in Acapulco.
In Steven Spielbergs Hook (1991) als Inspektor und dem Fernsehfilm … und das Leben geht weiter (1993) ist Collins jeweils in einer kleinen Nebenrolle zu sehen. 1993 verkörperte Collins in seiner bislang letzten Hauptrolle den Versicherungsvertreter Roland Copping in der schwarzen Komödie Ein schräger Vogel. Er war außerdem Synchronsprecher in den Trickfilmen Balto – Ein Hund mit dem Herzen eines Helden (1995) und Dschungelbuch 2 (2003).
Ein lange geplantes, aber nie verwirklichtes Projekt war ein Film mit dem Arbeitstitel Die drei Bären, den er gerne zusammen mit Danny DeVito und Bob Hoskins gedreht hätte. Collins erwähnte dieses Projekt häufiger, aber ein geeignetes Drehbuch kam nicht zustande.
1986 war Phil Collins in einer Folge von Miami Vice (Phil the Shill, deutscher Titel: Phils Tricks) zu sehen. Er spielt dort einen kleinen Betrüger, der am Ende ungeschoren davonkommt. Den Song Life Is a Rat Race aus dieser Folge steuerte Collins selbst bei; dieser Titel wurde jedoch nie als Single veröffentlicht. Innerhalb der ersten Staffeln der Serie fanden zudem mehrere bekannte Phil-Collins-Songs Verwendung, wie z. B. In the Air Tonight und I Don’t Care Anymore. Collins war auch einige Male in der britischen Comedy-Sendung The Two Ronnies zu Gast und hatte einen Cameoauftritt in der Sitcom Whoopi sowie 2006 im PSP-Spiel Grand Theft Auto: Vice City Stories.
Außerdem war er im Fernsehen 1992 und 1993 Gastgeber bei den Billboard Music Awards.

## Buchveröffentlichungen
Bislang hat Collins zwei Bücher verfasst.

### The Alamo
Collins hegt bereits seit früher Kindheit eine große Faszination für die Historie des US-amerikanischen Bundesstaates Texas, die Texanische Revolution 1835/36 und insbesondere die legendäre Schlacht von Alamo. Er sammelte unzählige Gegenstände, Dokumente, Illustrationen und Bilder und veröffentlichte diese im März 2012 in seinem Buch The Alamo and Beyond: A Collector’s Journey, einem detailliert recherchierten geschichtlichen Abriss jener Zeit. Es entstand in Zusammenarbeit mit einem Geschichtsprofessor aus Abilene, Texas, Donald S. Frazier, wobei ihn sein leidenschaftliches Engagement nicht nur zum Eigentümer der umfangreichsten Sammlung an historischen Artefakten und Dokumenten jener Zeit machte, sondern ihm auch einen Ehrendoktortitel der McMurry University in Abilene einbrachte. Die fast komplette Sammlung mit über 200 Einzelstücken stiftete Collins 2014 dem Alamo-Museum und der Bevölkerung von Texas und sorgte so dafür, dass die Stücke dorthin zurückkehrten, von wo sie einst stammten. Aus diesem Grund wurde er im März 2015 zum Ehrenbürger des Bundesstaates ernannt.

### Autobiografie
Im Oktober 2016 veröffentlichte Collins unter dem Titel Not Dead Yet (deutscher Titel Da kommt noch was – Not dead yet) seine Autobiografie, die er auch als ungekürztes Hörbuch eingesprochen hat.

## Familie
Collins war von 1975 bis 1980 mit Andrea Bertorelli verheiratet, die er in einem Schauspielkurs in London kennengelernt hatte. Aus dieser Ehe stammt Sohn Simon (* 1976), der ebenfalls als Musiker tätig ist und mit Pride im Jahr 2000 eine europaweite Hitsingle landen konnte. Bertorellis Tochter Joely (* 1973) wurde später von Collins adoptiert; sie ist als Schauspielerin tätig. Trennung und Scheidung verarbeitete Collins in dem Genesis-Song Please Don’t Ask, den Collins selbst als seinen persönlichsten Song bezeichnete.
Mit seiner zweiten Ehefrau, Jill Tavelman, mit der er von 1984 bis 1996 verheiratet war, hat Collins eine Tochter, Lily Collins (* 1989) die Schauspielerin, Model und Kolumnistin ist.
Nach der Scheidung von Tavelman bezog Collins 1997 in der Schweiz eine Villa in Begnins am Genfersee, wo er 1999 Orianne Cevey heiratete. Das Paar war zu diesem Zeitpunkt bereits fünf Jahre liiert. Sie bekamen zwei Söhne, die 2001 und 2004 geboren wurden. Ab Anfang des Jahres 2006 lebten Collins und Cevey getrennt. Im August 2008 wurde auch diese Ehe geschieden. Collins zahlte für diese Scheidung die Summe von 25 Millionen Pfund. Ab 2008 war Collins mit der New Yorker Journalistin Dana Tyler liiert. Eine weitere Heirat schloss er jedoch aus.
Um näher bei seiner Familie zu sein, folgte er nach einer schweren Krise Cevey nach Miami. 2010 sagte er: „Orianne und ich lieben uns immer noch. Und ich weiß nicht, warum wir uns haben scheiden lassen.“ 2015 unternahmen Collins und Cevey nochmals den Versuch eines Zusammenlebens, auch mit den Söhnen Nicholas und Matthew in Miami, der im August 2019 aber erneut in einer Trennung mündete.
Nicholas Collins (* 2001) ist ebenfalls Schlagzeuger und spielt seit Beginn der Not-dead-yet-Tournee 2017 in der Band seines Vaters. Der 2004 geborene Sohn Matthew strebt dagegen eine Laufbahn im Profifußball an. Er spielte in der A-Jugend-Mannschaft des deutschen Zweitligisten Hannover 96 und seit Sommer 2023 beim österreichischen Bundesligisten WSG Tirol. Seit Sommer 2025 spielt er für den österreichischen Zweitligisten SV Austria Salzburg.

## Sonstiges
Zusammen mit seiner damaligen Frau Orianne hat Collins im Jahr 2000 die Stiftung Little Dreams ins Leben gerufen, die sich um die Förderung von Talenten und Potenzialen junger Menschen bemüht. Er unterstützt zudem PETA und spendete im Jahre 2005 handsignierte Drumsticks für die PETA-Kampagne gegen Kentucky Fried Chicken.
Auch wenn es immer wieder behauptet wird, gibt es für eine Mitgliedschaft Collins’ bei den Freimaurern keine validen Nachweise. Die in diesem Zusammenhang oft genannte Londoner SOHO Lodge No. 3 existiert jedenfalls nicht.
Collins interessiert sich für Fußball und ist Fan von Tottenham Hotspur, sympathisiert aber auch mit West Bromwich Albion.
Er war der erste Prominente, der in der Computerspielserie Grand-Theft-Auto-Reihe mitwirkte. Im Spiel Grand Theft Auto: Vice City Stories spielt er sich selbst und kommt in einigen Missionen vor. Ab der Mission In the Air Tonight kann man sein Konzert besuchen und sich immer wieder den gleichnamigen Song anhören. In der 2013 erschienenen Version ist sein Song I Don’t Care Anymore auf einem der Radiosender zu hören.
Im zweiten Teil der humoristischen ZDF-Fernsehreihe Die Musterknaben (1999) geht es um einen fiktiven Fall Phil Collins.
Collins sang wiederholt Songs aus selbst komponierten Comic-Soundtracks in verschiedenen Sprachen ein, so auch zu Bärenbrüder. Dabei empfand er neben dem Japanischen das Deutsche als große Herausforderung.
Der Branchendienst Celebrity Net Worth bezeichnete Phil Collins 2012 mit einem geschätzten Vermögen von rund 250 Millionen US-Dollar als zweitreichsten Schlagzeuger der Welt nach Ringo Starr.

### Gesundheitliche Probleme
2002 stellte man bei Collins den Verlust seines Hörvermögens auf dem linken Ohr fest, der aber erfolgreich behandelt werden konnte. Seit 2009 ist Collins nach jahrzehntelanger körperlicher Überbelastung gesundheitlich massiv eingeschränkt. Seit einer missglückten Halswirbeloperation im April 2009 hat er Taubheitsgefühle und Bewegungseinschränkungen insbesondere in seiner linken Hand. Dies führte dazu, dass er nicht mehr auf professionellem Niveau Schlagzeug spielen konnte. 
Anfang 2013 starb er fast an einer Alkoholabhängigkeit, unterzog sich aber einer Entziehungskur und ist seitdem trocken. Zudem hat er Typ-2-Diabetes und Beschwerden in Füßen und Beinen, was die ohnehin bereits eingeschränkten Möglichkeiten des Schlagzeugspielens zusätzlich beeinträchtigt.
Gleichwohl begab sich Collins seit 2017 wieder auf ausgedehnte Tourneen und spielte erneut weltweit Konzerte, bei denen sein Sohn Nicholas Collins das Schlagzeug bediente. Er selbst bewegte sich mit Hilfe eines Gehstockes auf der Bühne und absolvierte trotz deutlicher Beschwerden seine zweieinhalbstündigen Konzerte im Sitzen. Seit dem finalen Abschiedskonzert mit Genesis im März 2022 hat Collins seine Live-Aktivitäten ausgesetzt und arbeitet zu Hause an seiner Genesung.

## Zitat
„Ich war überzeugt, dass ich der einzig richtige Keith-Moon-Nachfolger gewesen wäre. Ich liebte diese Band, dachte, dass keiner sie so gut verstand wie ich.“

## Diskografie
Studioalben

| Jahr | Titel Musiklabel                                                             | Höchstplatzierung, Gesamtwochen, AuszeichnungChartplatzierungen (Jahr, Titel, Musiklabel, Platzierungen, Wochen, Auszeichnungen, Anmerkungen) | Höchstplatzierung, Gesamtwochen, AuszeichnungChartplatzierungen (Jahr, Titel, Musiklabel, Platzierungen, Wochen, Auszeichnungen, Anmerkungen) | Höchstplatzierung, Gesamtwochen, AuszeichnungChartplatzierungen (Jahr, Titel, Musiklabel, Platzierungen, Wochen, Auszeichnungen, Anmerkungen) | Höchstplatzierung, Gesamtwochen, AuszeichnungChartplatzierungen (Jahr, Titel, Musiklabel, Platzierungen, Wochen, Auszeichnungen, Anmerkungen) | Höchstplatzierung, Gesamtwochen, AuszeichnungChartplatzierungen (Jahr, Titel, Musiklabel, Platzierungen, Wochen, Auszeichnungen, Anmerkungen) | Anmerkungen                                                   |
| Jahr | Titel Musiklabel                                                             | DE | AT | CH | UK | US | Anmerkungen                                                   |
| ---- | ---------------------------------------------------------------------------- | --- | --- | --- | --- | --- | ------------------------------------------------------------- |
| 1981 | Face Value WEA Records (WMG)                                                 | DE2 ×7Siebenfachgold · (40 Wo.)DE | AT3 Platin · (19 Wo.)AT | CH24 ×2Doppelplatin · (5 Wo.)CH | UK1 ×5Fünffachplatin · (276 Wo.)UK | US7 ×5Fünffachplatin · (164 Wo.)US | Erstveröffentlichung: 6. Februar 1981 Verkäufe: + 10.740.000  |
| 1982 | Hello, I Must Be Going! WEA Records (WMG)                                    | DE6 ×2Doppelplatin · (35 Wo.)DE | AT2 Gold · (23 Wo.)AT | CH50 Platin · (1 Wo.)CH | UK2 ×3Dreifachplatin · (166 Wo.)UK | US8 ×3Dreifachplatin · (139 Wo.)US | Erstveröffentlichung: 1. November 1982 Verkäufe: + 5.855.000  |
| 1985 | No Jacket Required WEA Records (WMG)                                         | DE1 ×3Dreifachplatin · (44 Wo.)DE | AT11 Platin · (17 Wo.)AT | CH1 ×2Doppelplatin · (28 Wo.)CH | UK1 ×6Sechsfachplatin · (177 Wo.)UK | US1 ×2Diamant + Doppelplatin · (123 Wo.)US | Erstveröffentlichung: 25. Januar 1985 Verkäufe: + 25.000.000  |
| 1989 | … But Seriously WEA Records (WMG)                                            | DE1 ×6Sechsfachplatin · (80 Wo.)DE | AT1 ×2Doppelplatin · (44 Wo.)AT | CH1 ×5Fünffachplatin · (52 Wo.)CH | UK1 ×9Neunfachplatin · (79 Wo.)UK | US1 ×4Vierfachplatin · (90 Wo.)US | Erstveröffentlichung: 7. November 1989 Verkäufe: + 14.304.715 |
| 1993 | Both Sides WEA Records (WMG)                                                 | DE1 ×3Dreifachplatin · (53 Wo.)DE | AT1 Platin · (18 Wo.)AT | CH1 Platin · (32 Wo.)CH | UK1 ×2Doppelplatin · (25 Wo.)UK | US13 Platin · (30 Wo.)US | Erstveröffentlichung: 8. November 1993 Verkäufe: + 4.485.000  |
| 1996 | Dance into the Light WEA Records (WMG)                                       | DE1 Platin · (26 Wo.)DE | AT2 Gold · (18 Wo.)AT | CH1 Platin · (20 Wo.)CH | UK4 Gold · (17 Wo.)UK | US23 Gold · (20 Wo.)US | Erstveröffentlichung: 14. Oktober 1996 Verkäufe: + 1.710.000  |
| 2002 | Testify WEA Records (WMG)                                                    | DE3 ×3Dreifachgold · (28 Wo.)DE | AT5 Gold · (17 Wo.)AT | CH2 Platin · (27 Wo.)CH | UK15 Gold · (8 Wo.)UK | US30 (16 Wo.)US | Erstveröffentlichung: 8. November 2002 Verkäufe: + 1.470.000  |
| 2010 | Going Back auch bekannt als: The Essential Going Back Atlantic Records (WMG) | DE2 Platin · (28 Wo.)DE | AT3 Gold · (23 Wo.)AT | CH4 Gold · (23 Wo.)CH | UK1 Gold · (17 Wo.)UK | US34 (3 Wo.)US | Erstveröffentlichung: 7. September 2010 Verkäufe: + 547.500   |

grau schraffiert: keine Chartdaten aus diesem Jahr verfügbar

## Filmografie
Schauspieler/Synchronstimme
- 1964: Yeah! Yeah! Yeah! (A Hard Day’s Night)[101]
- 1967: Ein Hornvieh mit Namen Amalie (Calamity the Cow)
- 1985: Miami Vice (Fernsehserie, Folge 2x12 Phils Tricks)
- 1988: Buster
- 1989: The Who Live, Featuring the Rock Opera Tommy (Fernsehfilm)
- 1991: Hook
- 1993: … und das Leben geht weiter (And the Band Played On, Fernsehfilm)
- 1993: Ein schräger Vogel (Frauds)
- 1994: Calliope (Kurzfilm)
- 1995: Balto – Ein Hund mit dem Herzen eines Helden (Balto, Stimme von Muk und Luk)
- 2003: Das Dschungelbuch 2 (The Jungle Book 2, Stimme von Lucky)

Filmmusik
- 1999: Tarzan
- 2003: Bärenbrüder (Brother Bear)[102]

## Musicals
- 2006: Tarzan (New York City, USA)
- 2008: Tarzan (Hamburg, Deutschland)

## Bibliografie
- The Alamo and Beyond: A Collector’s Journey. State House Press, Abilene 2012, ISBN 978-1-933337-50-0.
- Da kommt noch was – Not dead yet. Heyne, München 2016, ISBN 978-3-453-20121-7.

## Auszeichnungen als Solokünstler
Neben seinen zahlreichen Auszeichnungen wurden Collins für sein künstlerisches Schaffen mehrere Ehrendoktorwürden verschiedener Universitäten verliehen, u. a. jener der McMurry University in Abilene und der Universität für Musik und darstellende Kunst Graz. Er ist Ehrenbürger des US-Bundesstaates Texas. Der Rolling Stone listete ihn 2016 auf Rang 43 der 100 größten Schlagzeuger aller Zeiten.
Halls of Fame
- 2003: Songwriters Hall of Fame
- 2010: Rock and Roll Hall of Fame (als Bandmitglied von Genesis)
- 2012: Modern Drummer’s Hall of Fame

Hollywood Walk of Fame
- 1999: Stern auf dem Hollywood Walk of Fame[35][36]

Ivor Novello Award
- 2008: Größter internationaler Erfolg

Grammy Awards
- 1985: Beste männliche Gesangsdarbietung – Pop (Against All Odds (Take a Look at Me Now))
- 1986: Album des Jahres (No Jacket Required)
- 1986: Beste Männliche Gesangsdarbietung – Pop (No Jacket Required)
- 1986: Produzent des Jahres (No Jacket Required), zusammen mit Hugh Padgham
- 1989: Bester Film-Song (Two Hearts aus Buster), zusammen mit Lamont Dozier
- 1991: Single des Jahres (Another Day in Paradise)
- 2000: Bester Soundtrack (Tarzan-Soundtrack), zusammen mit Mark Mancina

American Music Awards
- 1991: Bestes Album (Pop/Rock) (… But Seriously)
- 1991: Bester Männlicher Künstler (Pop/Rock) (…But Seriously)
- 2000: Bester Künstler (zeitgenössisch) (Tarzan-Soundtrack)

Oscar
- 2000: Bester Song (You’ll Be in My Heart aus Disney’s Tarzan)

Golden Globe Award
- 1989: Bester Filmsong (Two Hearts aus Buster), zusammen mit Lamont Dozier, geteilt mit Let the River Run aus Working Girl von Carly Simon
- 2000: Bester Filmsong (You’ll Be in My Heart aus Disney’s Tarzan)

Disney-Legend
- 2002: Ernennung zur Disney-Legende

Brit Awards
- 1986: Best British Album No Jacket Required,
- 1986: Best British Male Solo Artist
- 1989: Best British Male Solo Artist
- 1990: Best British Male Solo Artist
- 1990: Best British Single für Another Day in Paradise

ECHO
- 1991: Künstler international
- 2011: Künstler international

Deutscher Radiopreis
- 2010: Sonderpreis des Beirats beim Deutschen Radiopreis[109]